# Museo de Arte de Matanzas
Das Museo de Arte de Matanzas, ist das kubanische und afrikanische Kunstmuseum von Matanzas, Kuba, mit einer bemerkenswerten Sammlung niederländischer Druckgrafiken, die vom 16. bis zum 20. Jahrhundert reichen. Die Sammlung gielt als eine der bedeutendsten Sammlungen afrikanischer Kunst in Latein-Amerika.

## Geschichte
Das Gebäude, in dem sich das Museum befindet, ist ein Zeugnis der aristokratischen Ideale des kolonialen Bürgertums. Es wurde im eklektischen Stil erbaut und taucht 1856 als Eigentum des Anwalts Carlos Ortiz Hernández in den Registern auf. Später diente es bis 1895 als US-amerikanisches Konsulat.
Im Jahr 1950 wurde das Herrenhaus von Concepción Junco, der Enkelin des Eigentümers des Provinzmuseums Palacio de Junco, erworben. Sie war mit dem dänischen Vizekonsul Eduardo Sánchez verheiratet. Unter ihrer Leitung wurde das Gebäude zur diplomatischen Vertretung Dänemarks.
1991 begann das Museum Gestalt anzunehmen, als der in Paris lebende Maler aus Matanzas, Lorenzo Padilla Díaz, eine Sammlung afrikanischer Kunst mit holländischen Druckgrafiken spendete. Mit einem erweiterten Bestand an afrikanischen Kunstwerken öffnete die Institution offiziell am 19. Mai 1998 ihre Türen.
Das Museum beherbergt auch die Büros des Registers für Kulturgüter von Matanzas. 

## Sammlungen
Das Kunstmuseum von Matanzas besitzt eine bemerkenswerte Sammlung afrikanischer Kunst mit über 2000 Werken, darunter 340 Arbeiten, die von Lorenzo Padilla Díaz gespendet wurden. Diese Werke repräsentieren 80 Ethnien aus 14 afrikanischen Ländern.
Die kubanische Kunstsammlung umfasst Malereien und Skulpturen bedeutender Künstler mit Beziehungen zu Matanzas wie Francisco Cobo Pérez, Lorenzo Padilla Díaz, Fidelio Ponce de León, Esteban Valderrama, José Felipe Núñez Booth, Alberto Tarascó, Juan Esnard Heydrich, Agustín Drake Aldama, Esteban Chartrand, Daniel Garbade, Wilfredo Lam und Francisco Coro Marrodá.
Hervorzuheben ist auch ein Bereich, der der niederländischen Kunst gewidmet ist. Er umfasst Druckgrafiken von Meistern wie Rembrandt, Albrecht Dürer, Jacob van Ruysdael, Lucas van Leyden, Hendrick Goltzius, Paulus Potter, Karel Dujardin, Anton van Dyck und Antoine Watteau.

## Ausstellungen und Aktivitäten
Das Museum fördert aktiv die Werke kubanischer und internationaler Künstler und hat seine Sammlungen in Institutionen wie dem Kubanischen Institut für Anthropologie, dem Sauto-Theater, dem Nationalen Museum der Schönen Künste und dem Provinzzentrum für Bildende Kunst (Galerie Pedro Esquerré) ausgestellt.
Im Jahr 2024 erhielt das Museum eine Spende der Ludwig-Stiftung von Kuba mit zehn Werken des spanisch-schweizerischen Malers Daniel Garbade. Der Künstler hat familiäre Verbindungen zu Matanzas durch den Bildhauer und Ingenieur Fernando Heydrich Klein sowie den Künstler Juan Esnard Heydrich.

## Einsturz
Im Oktober 2024 stürzte ein Teil des Daches des Gebäudes ein, nachdem es mehr als ein Jahr lang unter schwerwiegenden strukturellen Schäden gelitten hatte. Das Museum wurde vorübergehend geschlossen.